# Les Bleus du ciel
Pour plus de détails, voir Fiche technique et Distribution.
Les Bleus du ciel est un film français réalisé par Henri Decoin sorti en 1933.

## Synopsis
Jean-Pierre, un jeune aide-mécanicien timide est employé dans un aéro-club. Secrètement amoureux de la fille du patron, Jeanette Rémy, une aviatrice célèbre, il décide de prendre des cours d'énergie auprès de William. Il obtient de Jeanette qu'elle lui fasse faire un baptême de l'air puis s'enhardit à lui adresser une déclaration. Pour séduire Jeanette, il décide de devenir pilote et va même jusqu'à voler son avion.

## Fiche technique
- Titre: Les Bleus du ciel
- Titre alternatif : L'Avion blanc
- Réalisation : Henri Decoin
- Scénario : Henri Decoin
- Photographie : Jean Bachelet, Louis Née, Gérard Perrin
- Montage : René Le Hénaff
- Société de production : Films D.E.C.
- Société de distribution : Les Films Osso
- Musique : Georges Van Parys
- Pays d'origine :  France
- Langue : français
- Format : Noir et blanc — 35 mm — 1,37:1 — Son : Mono
- Genre : Comédie dramatique
- Durée : 70 minutes
- Dates de sortie :
  - France : 24 novembre 1933

## Distribution
- Albert Préjean : Jean-Pierre
- Blanche Montel : Jeanette Remy
- Georges Péclet : Alex
- Raymond Cordy : Achille
- Marcel Delaître : Antonin Rémy (père de Jeanette)
- Lulu Watier : Antoinette
- Robert Ozanne : Charlot
- Eddy Ghilain : Servet
- Palau : Williams (professeur d'énergie)
- Eugène Stuber
- Paul Azaïs
- Maryse Hilsz : elle-même